# Hutná
Hutná (německy Saubach) je potok, původně levostranný přítok Ohře, v Ústeckém kraji. V důsledku povrchové těžby hnědého uhlí v Mostecké pánvi zanikla střední část toku a zůstal horní tok o délce sedm kilometrů a dolní tok (označovaný také jako Černovický potok) dlouhý 18,1 kilometru.
Hutná pramení asi jeden kilometr západně od obce Křimov v nadmořské výšce 725 metrů. Potok nejprve teče k jihovýchodu, jižně od samoty Nebovazy uhýbá k východu a od Strážek k Málkovu pokračuje převážně jižním směrem a z pravé strany obtéká vrchy Jedlina a Hradiště. V Málkově se od roku 1960 po sedmi kilometrech vlévá do Podkrušnohorského přivaděče v nadmořské výšce 388 metrů.
Území podél středního toku dlouhého asi deset kilometrů bylo zničeno lomem Nástup. Původní koryto vedlo přes zaniklé vesnice Zásada, Ahníkov a Kralupy, kde se stočilo k jihovýchodu a pokračovalo k Račicím, Naší a Branům a Brančíkům. Před zánikem středního toku říčka měřila 26,8 kilometru, plocha povodí dosahovala 108,2 km² a průměrný průtok v ústí býval 0,33 m³/s.
Od Března Hutná teče původním korytem jako Černovický potok. Vlévá se do Ohře u Staňkovic nedaleko Žatce.